# Australian Open 2013 - Doppio maschile in carrozzina
Ronald Vink e Robin Ammerlaan sono i detentori del titolo, ma Ammerlaan ha deciso di non prendere parte alla competizione così Vink partecipa con Stéphane Houdet. I due sono stati sconfitti in semifinale. I vincitori del torneo sono Michael Jeremiasz e Shingo Kunieda che con 6-0, 6-1 hanno battuto Stefan Olsson e Adam Kellerman.

## Teste di serie
1. Ronald Vink /  Stéphane Houdet (semifinale)

1. Michael Jeremiasz /  Shingo Kunieda (Campioni)

## Tabellone

### Legenda
| - Q = Qualificato - WC = Wild card - LL = Lucky loser | - ALT = Alternate - SE = Special Exempt - PR = Protected Ranking | - w/o = Walkover - r = Ritirato - d = Squalificato |

|  | Semifinali | Semifinali                         | Semifinali                         | Semifinali | Semifinali |  |  | Finale | Finale                           | Finale                           | Finale | Finale |  |
|  |            |                                    |                                    |            |            |  |  |        |                                  |                                  |        |        |  |
|  | 1          | Ronald Vink Stéphane Houdet        | Ronald Vink Stéphane Houdet        | 4          | 6(8)       |  |  |        |                                  |                                  |        |        |  |
|  |            | Stefan Olsson Adam Kellerman       | Stefan Olsson Adam Kellerman       | 6          | 7          |  |  |        | Stefan Olsson Adam Kellerman     | Stefan Olsson Adam Kellerman     | 0      | 1      |  |
|  |            | Maikel Scheffers Gustavo Fernandez | Maikel Scheffers Gustavo Fernandez | 3          | 2          |  |  | 2      | Michael Jeremiasz Shingo Kunieda | Michael Jeremiasz Shingo Kunieda | 6      | 6      |  |
|  | 2          | Michael Jeremiasz Shingo Kunieda   | Michael Jeremiasz Shingo Kunieda   | 6          | 6          |  |  |        |                                  |                                  |        |        |  |